# Rueda Eiffel
Rueda Eiffel o Vuelta al mundo de Córdoba es el nombre que recibe una antigua noria de diversiones luego transformada en emblemática escultura de la ciudad argentina de Córdoba.

## Características
Realizada casi totalmente en hierro forjado, tiene 27 metros de diámetro y 20 cabinas con 6 plazas cada cabina, esta rueda tardaba 20 minutos en dar cada vuelta. Es un ejemplo de la típica ingeniería o arquitectura en hierro de fines de siglo XIX e inicios de siglo XX.

## Historia

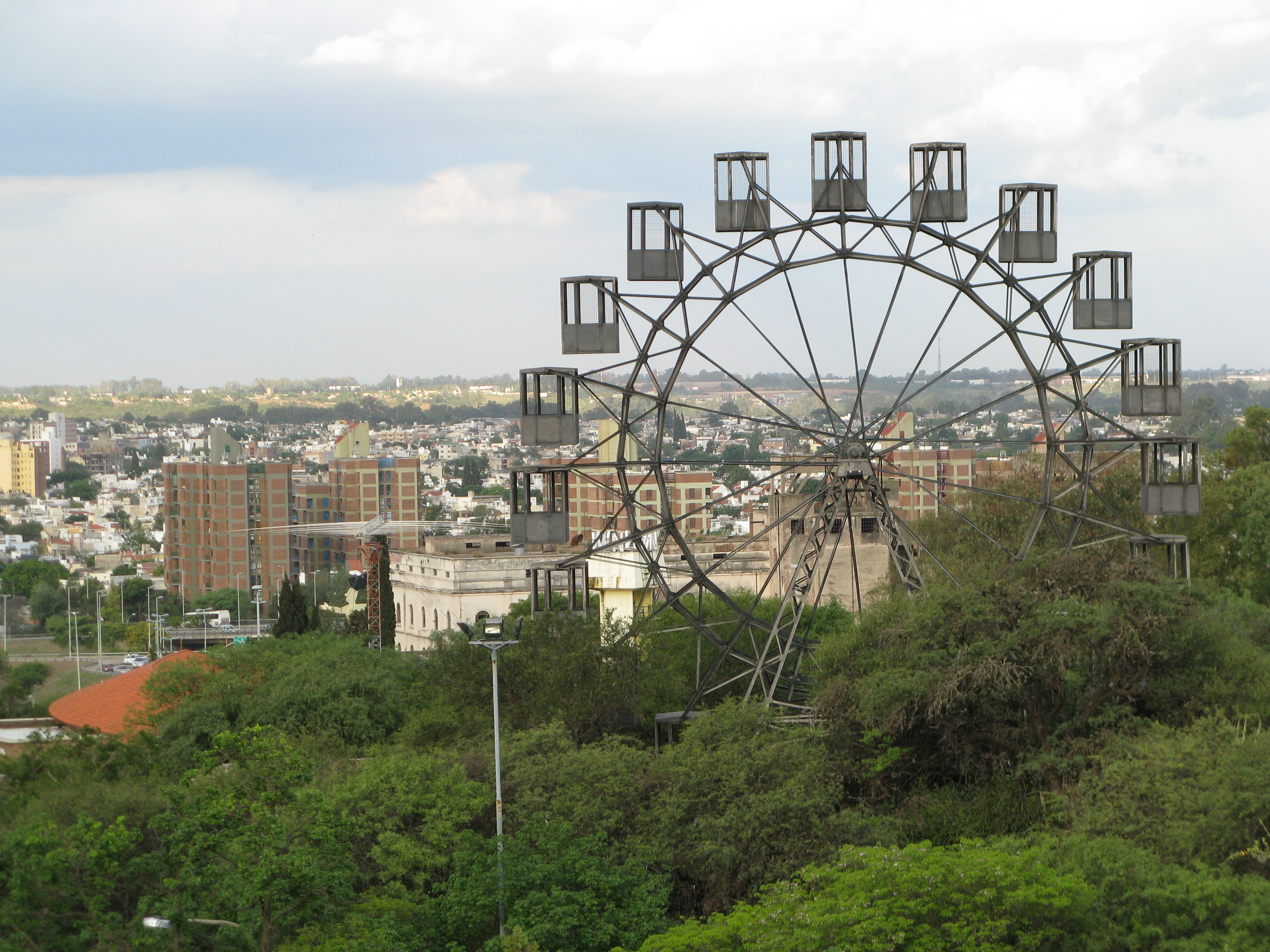
Vuelta al mundo de Córdoba, ubicada en la zona del Parque Sarmiento.

Tradicionalmente se ha atribuido su construcción a los célebres talleres franceses de Gustave Eiffel (célebres por la construcción de la Torre Eiffel). La arquitecta chilena Monserrat Palmer experta en la historia de los talleres del constructor francés dice que no hay constancia de que en los mismos se construyeran norias o ruedas de parques de diversiones de grandes dimensiones, sin embargo el historiador y arquitecto Carlos Page testimonia que adosada originalmente al armazón existía una placa que certificaba que la noria cordobesa había sido prefabricada en los talleres Eiffel; como quiera que sea no aparece actualmente ninguna constancia fidedigna que autentifique sea una obra de los Eiffel.

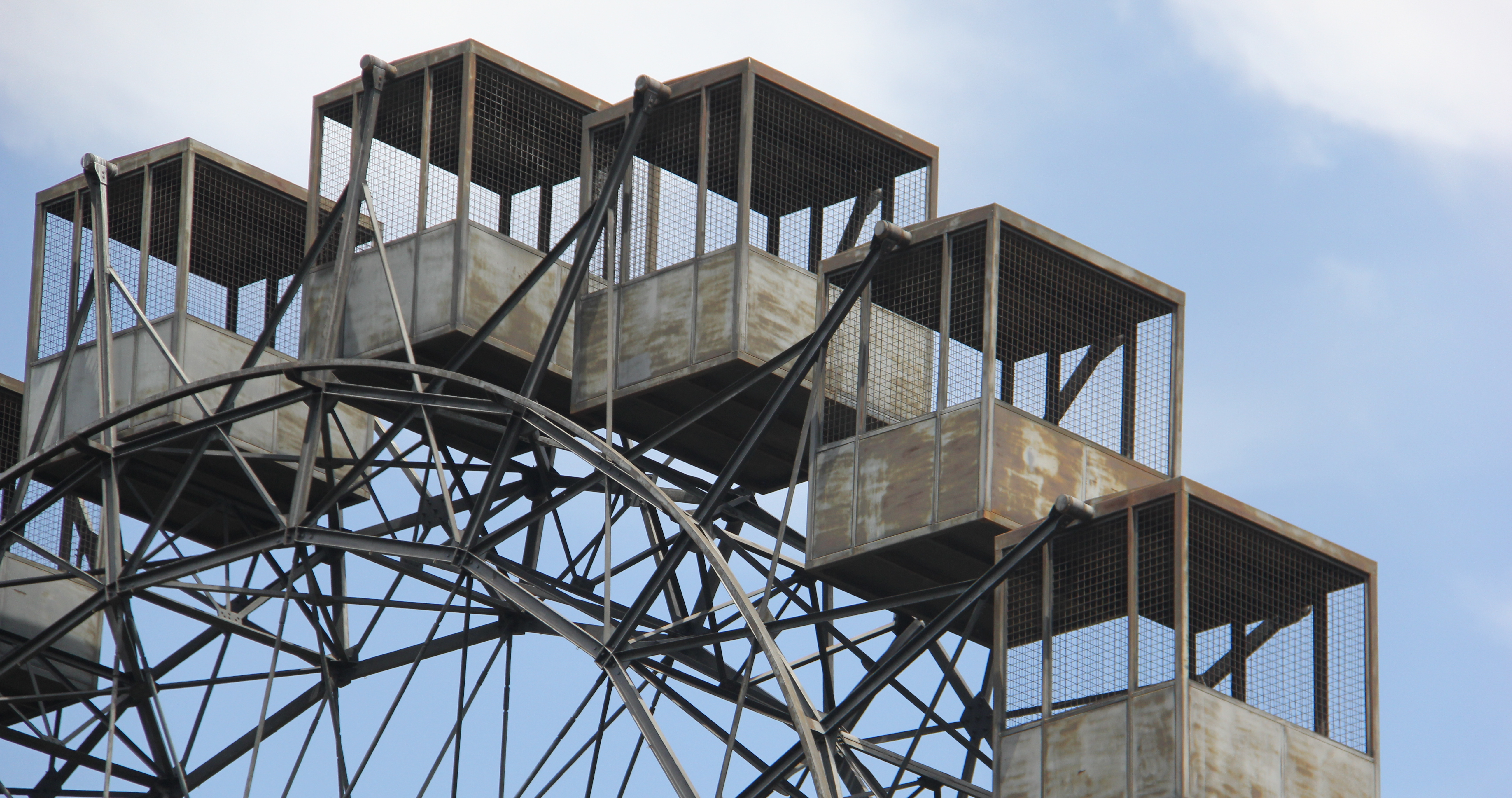
Detalle de la antigua rueda giratoria hecha exclusivamente a base de hierro forjado.

El primer emplazamiento conocido de la "Rueda Eiffel" estuvo en la ciudad de San Miguel de Tucumán. Allí se la conoció como "Rueda Monumental" principal atractivo del antiguo "Mundial Park" que existió en esa ciudad en la plaza Humberto Primo durante los festejos del centenario de la declaración de la independencia argentina ocurridos en 1916, tal "Mundial Park" se ubicaba en la mitad este de la actual plaza Yrigoyen.
En 1918 el gobierno de la Provincia de Córdoba compró esta noria o "rueda" por 23.000 pesos de aquella época para luego instalarla en el Parque Sarmiento, de modo que fue reensamblada en la esquina N.O., sobre un mirador panorámico en una esquina del Zoológico de Córdoba. Pero los datos de los Archivos del Ministerio de Obras Públicas de Córdoba indican que en 1919 hubo que erogar 6.000 pesos para dar solución a serios problemas estructurales que ponían en riesgo la seguridad de los pasajeros.
En 1926 hubo otra reparación; en 1938 la Rueda Eiffel fue clausurada ya que sus rayos se deformaban lo que poco a poco tendía a aplastar a la noria ovalándola. Una explicación para estos problemas está en una hipótesis del arquitecto Daniel Moisset: la noria estaba originalmente (en Tucumán) bien armada, con sus rayos entrecruzados (como los de una bicicleta) pero habría sido mal armada en la ciudad de Córdoba donde los rayos fueron dispuestos concéntricamente. Así con los giros estos rayos se estiraron y deformaron. En un intento de aliviar la tensión de sus rayos a la noria se quitaron la mitad de las cabinas (quedando solo diez). De este modo la rueda dejó de funcionar en 1970. 
Sin embargo quedó en pie hasta que colapsó en 1992 quedando casi totalmente derruida, con los hierros de sus rayos retorcidos y pendiendo del eje hacia abajo y sus cabinas, de armazón de hierro con placas de madera, volcadas en el suelo.
En 1992 los arquitectos cordobeses Noemí Goytia y Daniel Moisset desarrollaron un estudio técnico y científico con un subsidio del Consejo de Investigaciones Científicas y Tecnológicas de la Provincia de Córdoba (CONICOR) que sentó las bases para la reconstrucción. En 2001, y como parte de la renovación del Superpark, un parque de diversiones concesionado por la Municipalidad en el Parque Sarmiento, se inician los trabajos cuyo costo fue de aproximadamente 150.000 U$D. Los trabajos de reconstrucción fueron llevados a cabo por la empresa Ingeniería Lozada Chávez, en la cual se reconstruyó la mayor parte de la estructura de un modo artesanal permaneciendo como partes originales las dos "patas". De tal modo la antigua "Vuelta al Mundo de Córdoba" fue reconstruida, aunque ya sin girar ni llevar pasaje, transformada en una escultura pintada de verde oscuro que fue inaugurada como tal en diciembre de 2003. Uno de sus valores estéticos e históricos es que resulta ser ejemplo del proceso de modernización que a inicios del pasado siglo XX se dio en la hasta entonces muy tradicionalista ciudad argentina de Córdoba.

### Última restauración
Luego de 20 años inactiva, la Rueda Eiffel volvió a girar en 2023 como parte de las obras de restauración desarrolladas por el ente BioCórdoba en el Parque de la Biodiversidad. Tras una breve reactivación en 2003, en la que solo funcionó durante una semana, la estructura permaneció sin movimiento hasta que se realizaron trabajos exhaustivos para su recuperación.
Entre las intervenciones llevadas a cabo, se instaló un nuevo motor y un sistema eléctrico renovado, además de un sistema de iluminación ornamental. Se revisaron el suelo de apoyo, el hormigón de las bases y el eje de la rueda, mientras que las 20 cabinas fueron reparadas y repintadas. También se incorporó un freno electromecánico para evitar que la rueda gire por acción del viento. 